# Phytodietus plesius
Phytodietus plesius là một loài tò vò trong họ Ichneumonidae.